# شون تومسون (لاعب اللاكروس)
شون تومسون (بالإنجليزية: Sean Thomson)‏ هو لاعب اللاكروس أمريكي، ولد في 28 يناير 1985 في بيرلينجتون في كندا.